# Club Sportivo Italiano
Maillots
Dernière mise à jour : 4 février 2012.
Le Club Sportivo Italiano (également connu sous le nom de Deportivo Italiano) est un club argentin de football basé à Florida.